# Copa Panamericana de Voleibol Masculino Sub-19
La Copa Panamericana de Voleibol Masculino sub-19 es un torneo internacional de voleibol masculino organizado por la NORCECA para selecciones nacionales de toda América (Norte, Sur y Centroamérica, y el Caribe) con jugadores que no superen los 19 años La primera edición en 2011 la ganó Brasil.

## Historial
| N.º | Año  | Sede                 |                |             |                      |          |
| --- | ---- | -------------------- | -------------- | ----------- | -------------------- | -------- |
| I   | 2011 | México               | Brasil         | Puerto Rico | Estados Unidos       | México   |
| II  | 2017 | México               | México         | Chile       | Puerto Rico          | Colombia |
| III | 2019 | República Dominicana | Cuba           | México      | República Dominicana | Chile    |
| IV  | 2022 | Guatemala            | Estados Unidos | México      | Puerto Rico          | Chile    |

## Medallero histórico
| Lugar | Equipo               |   |   |   | Total |
| ----- | -------------------- | - | - | - | ----- |
| 1     | México               | 1 | 2 | 0 | 3     |
| 2     | Estados Unidos       | 1 | 0 | 1 | 2     |
| 3     | Brasil               | 1 | 0 | 0 | 1     |
| 3     | Cuba                 | 1 | 0 | 0 | 1     |
| 5     | Puerto Rico          | 0 | 1 | 2 | 3     |
| 6     | Chile                | 0 | 1 | 0 | 1     |
| 7     | República Dominicana | 0 | 0 | 1 | 1     |
| Total | Total                | 4 | 4 | 4 | 12    |

### Medallero confederaciones
| Pos. | Confederación |   |   |   | Total |
| ---- | ------------- | - | - | - | ----- |
| 1    | NORCECA       | 3 | 3 | 4 | 10    |
| 2    | CSV           | 1 | 1 | 0 | 2     |

## Jugador más valioso por edición
| Año  | Jugador               | País           |
| ---- | --------------------- | -------------- |
| 2011 | Carlos Acosta         | Puerto Rico    |
| 2017 | Raymond Stephen       | México         |
| 2019 | José Miguel Gutiérrez | Cuba           |
| 2022 | Sean Kelley           | Estados Unidos |